# 멜대

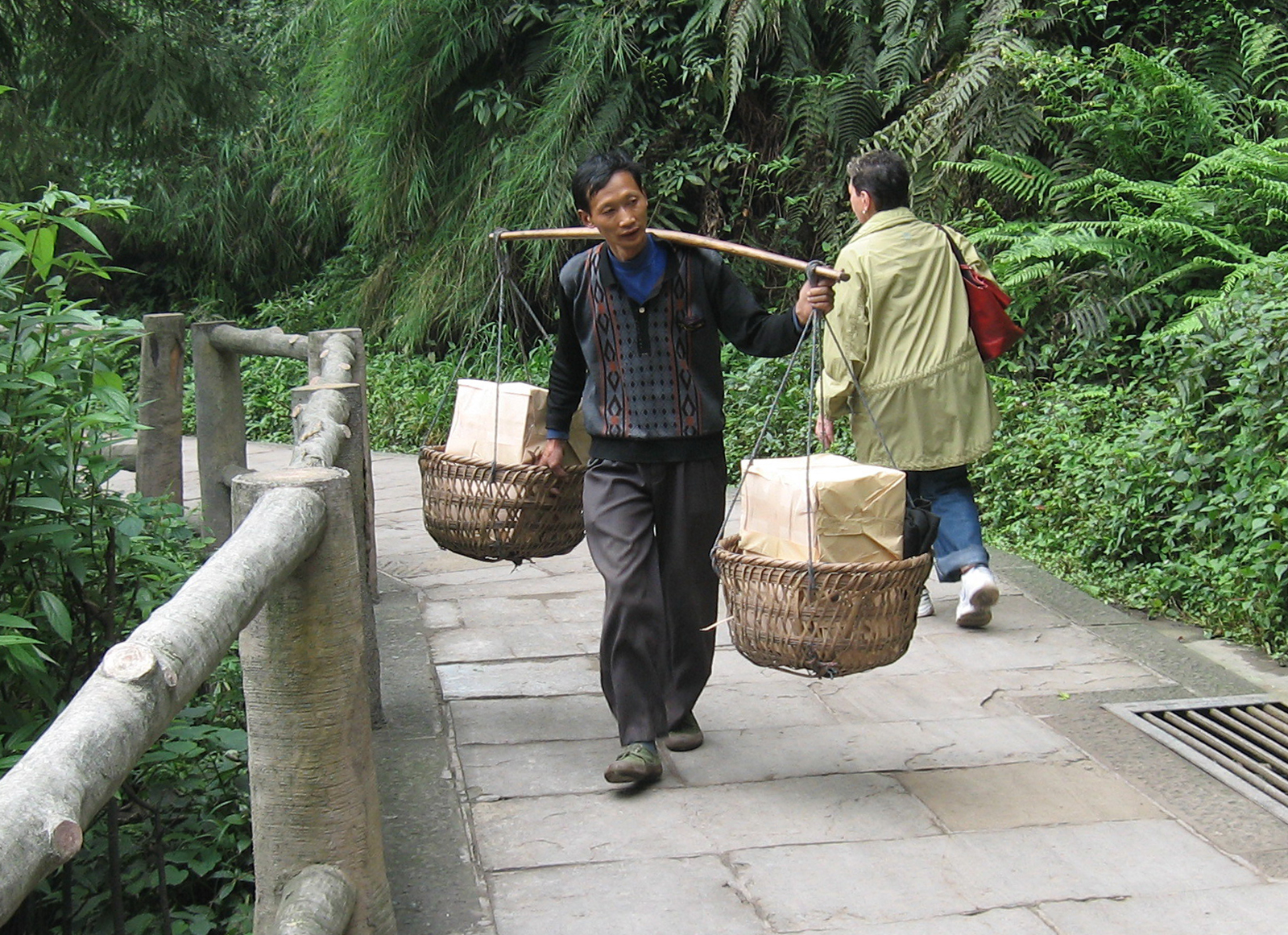
멜대

멜대는 물건을 양쪽 끝에 달아서 어깨에 메는 데 쓰는 긴 나무나 대이다.

## 같이 보기
- 가마
- 상여